# Alexandra Kamp
 (août 2009).
Si vous disposez d'ouvrages ou d'articles de référence ou si vous connaissez des sites web de qualité traitant du thème abordé ici, merci de compléter l'article en donnant les références utiles à sa vérifiabilité et en les liant à la section « Notes et références ».
Alexandra Kamp, née le 29 décembre 1966 à Baden-Baden, est une actrice et mannequin de nationalité allemande.

## Biographie
Alexandra Kamp fait des études de comédie sur le tard mais réussit à obtenir deux rôles importants dans sa vie. Elle est reconnue[réf. nécessaire] grâce à son rôle dans Y a-t-il un flic pour sauver l'humanité ? en 2001.

## Filmographie
- 2001 : Y a-t-il un flic pour sauver l'humanité ? : Dr. Ushi Klünster
- 2001 : Le Feu d'opale (Barbara Wood: Traumzeit) : Joanna Williams
- 2002 : Mission Alcatraz (Half Past Dead) : reporter
- 2003 : Sumuru : Sumuru
- 2003 : Antonia, des larmes au paradis (Antonia – Tränen im Paradies) : Antonia, comtesse von Ahrendorff
- 2003 : Crime passionnel (A Crime of Passion)  (TV) : Arabella Young
- 2004 : Dracula 3000, de Darrell Roodt (TV) : Stagiaire de vaisseau Mina Murry
- 2010 : Vampires : Eva
- 2010 : The Quartering Act : Colette
- 2010 : Happy Valentine : une femme
- 2010 : Der Zauberregen : Sarah (créditée uniquement)